# Комісія проти Італії (C-39/72)
Комісія проти Італії (39/72, ECLI:EU:C:1973:13) — справа Європейських Спільнот (ЄС), що стосується колізійного права між національною правовою системою та правом Європейської Унії (ЄУ).

## Зміст
Європейська комісія порушила виконавче провадження проти Італії через те, що вона не вчасно ввела до виконання Регламенту про молочні продукти. Європейські Спільноти хотіли зупинити перевиробництво молочних продуктів шляхом запровадження премії за забій (молочних) корів. Уряд Італії постановив, що правила «вважаються включеними» до указу, і відтворив їх із додатковими процедурними положеннями. Однак Італія не змогла задіяти цю схему вчасно.

## Судове рішення
Суд Справедливості постановив, що Італія порушила право Спільноти через затримку, так і «спосіб введення в дію» Регламенту. В одному аспекті він відхилявся від Регламенту, оскільки не враховував продовження часу, дозволеного для забою.
|  | 17. ... Відповідно до положень статей 189 і 191 Договору Регламенти як такі безпосередньо застосовуються в усіх державах-членах і набувають чинности виключно в силу їх публікації в Офіційному віснику Спільноти з дати, зазначеної в них, або, за відсутності такої, з дати, зазначеної в Договорі. Отже, усі методи імплементації суперечать Договору, що призвело б до створення перешкод для прямої дії Регламентів Унії та під загрозу їх одночасному та однаковому застосуванню в усій Унії. |